# Shigeru Chiba
Shigeru Chiba (jap. 千葉 繁 Chiba Shigeru), właściwie Masaharu Maeda (jap. 前田正治 Maeda Masaharu; ur. 4 lutego 1954 w Kikuchi) – japoński aktor głosowy. Pracował dla 81 Produce.

## Filmografia

### Anime
- Alfred Jonatan Kwak (Dolf)
- Anpanman (Dr. Hiyari)
- Astro Boy (wersja z 1980) (Pitatto)
- Baśnie braci Grimm – żaba
- Beet the Vandel Buster (Merumondo)
- Black Jack (Doktor Andō)
- Bleach (Don Kanonji)
- Bobobō-bo Bō-bobo (Hydrate)
- Chikkun Takkun (Dr. Bell)
- Cudowna podróż (Gusta)
- Dookoła świata z Willym Foggiem (Transfer)
- Dokkiri Doctor (Hajime Mizukoshi)
- Dragon Ball (Pilaf, Iruka)
- Dragon Ball Z (Raditz, Garlic Jr.)
- Dragon Ball GT (Pilaf)
- Dragon Ball Kai (Raditz, Grandpa Son Gohan)
- Dr. Slump (Ping Pong Pac (jap. Tsun Tsukutsun); Time-kun, Donbe, Matsuyama)
- Fang of the Sun Dougram (George Juldan)
- Heike monogatari – (Go-Shirakawa)[2]
- Hokuto no Ken (Joker, Narrator, Jakō, Kuro-Yasha)
- Galaxy Angel (Mr. God)
- Ghost Sweeper Mikami (Doktor Chaos)
- Gintama (Rotten Maizo)
- Hiatari Ryōkō! (Kenji Morimatsu, Shinichirō Ōta)
- High School! Kimengumi (Rei Ichidō)
- Inukami! (Kawarazaki Naoki)
- JoJo’s Bizarre Adventure (Iggy)
- Kage Kara Mamoru!
- Kamikaze kaitō Jeanne (Officer Tōdaiji)
- Kimba, biały lew (seria 3) (Koko)
- Kinnikuman: Scramble for the Throne (Kinniku Ataru, Kazuo Nakano)
- Magica Wars (Ebizō)
- Magical Fairy Persia (Gera Gera)
- Magical Princess Minky Momo (Gajira)
- Magical Star Magical Emi (Teranobu Kuniwake)
- Midori no Makibaō (Chū Hyōei)
- One Piece (Buggy the Clown)
- Osomatsu-kun (Honkan-san, Rerere no Oji-san, Nyarome)
- Pāman (1983 version) (Sabu)
- Panty & Stocking with Garterbelt (Corset)
- Patlabor: The TV Series (Shigeo Shiba)
- Psychic Academy (Boo Velka Receptor Arba)
- Ranma ½ (Sasuke Sarugakure)
- Rerere no Tensai Bakabon (Omawari-san, Rerere no Ojisan)
- Róża Wersalu
- Sailor Moon SuperS (Kurumiwario)
- Rycerze Zodiaku (Spartan)
- Wojna planet (Zako)
- Wirtualna Lain (pracownik biura)
- Space Carrier Blue Noah (Michirō Tamura)
- Space Runaway Ideon (Gantsu Parkingson)
- Spider Riders (Brutus)
- Tottemo! Luckyman (Doryoku Sugita, Doryokuman)
- Touch (Shingo Uesugi, Punch)
- Urusei Yatsura (Megane)
- Yu-Gi-Oh! (Kokurano)
- YuYu Hakusho (Kazuma Kuwabara)

### OVA
- Ai no kusabi: Miłość na uwięzi (Luke)
- Bastard! (Daiamon)
- Dangaioh (Gil Burg)
- Iria: Zeiram the Animation (Fujikuro)
- Legend of the Galactic Heroes (E.J. Mackenzie)
- Ojamajo Doremi Na-i-sho (ojciec Kazuya Yoshida)
- Fire Tripper (Sutekichi)
- Ranma ½ (Sasuke)
- Ultraman: Super Fighter Legend

### Movie
- Dragon Ball: Mystical Adventure (Pilaf)
- Dragon Ball Z: Return My Gohan (Nicky)
- Ghost in the Shell (Janitor)
- Ghost Sweeper Mikami (Doctor Chaos)
- High School! Kimengumi (Rei Ichidō)
- Konjiki no Gash Bell!!: 101 Banme no Mamono (Mop Demon)
- Lupin III: The Plot of the Fuma Clan (Kazami)
- Mahōjin Guru Guru (Hatton)
- Maison Ikkoku Kanketsuhen (Yotsuya, Sōichirō-san (the dog))
- Mój sąsiad Totoro (Kusakari-Otoko)
- Patlabor the Movie (Shigeo Shiba)
- Urusei Yatsura (Megane)

### Tokusatsu
- Jūkō B-Fighter – Schwartz
- Jūden Sentai Kyoryuger – narracja